# Gregory Marquette
Gregory Marquette est un réalisateur, scénariste et directeur de la photographie canadien.

## Filmographie
Sauf indication contraire, les informations mentionnées dans cette section peuvent être confirmées par la base de données cinématographiques IMDb,  présente dans la section « Liens externes ».

### Comme réalisateur
- 1995 : Indiana Jones and the Temple of the Forbidden Eye Ride, court-métrage
- 2000 : Dark Summer
- 2002 : Making of Dark Summer, documentaire
- 2012 : Genius on Hold

### Comme scénariste
- 2000 : Dark Summer, de lui-même
- 2002 : Making of Dark Summer, documentaire de lui-même
- 2010 : An Evening of Grace: A Concert for the Children d'Allen Newman
- 2011 : 1945: End of War de Hideyuki Hirayama
- 2012 : Genius on Hold de lui-même
- 2017 : Tian Lai Meng Xiang de Wei Zhang, et avec Wei Zhang pour le scénario

### Comme directeur de la photographie
- 1995 : Indiana Jones and the Temple of the Forbidden Eye Ride, court-métrage de lui-même
- 2001 : Horrible Accident de Lori Petty
- 2005 : Monarch of the Moon de Richard Lowry

### Comme producteur
- 2001 : Horrible Accident de Lori Petty
- 2002 : Making of Dark Summer, documentaire de lui-même
- 2009 : The Six Wives of Henry Lefay de Howard Michael Gould (conseiller)
- 2010 : An Evening of Grace: A Concert for the Children d'Allen Newman